# Guanin-Desaminase
Die Guanin-Desaminase ist das Enzym, das die Desaminierung von Guanin zu Xanthin katalysiert. Dieser in allen Lebewesen vorkommende Reaktionsschritt führt zum Abbau des Guanins, der beim Menschen nach dem nächsten Schritt mit der Harnsäure endet.
Eine Spleißvariante der Guanin-Desaminase, genannt Cypin, ist an der Entwicklung des Nervensystems beteiligt; es hat eine Funktion bei der Regulation der Verzweigung dendritischer Zellen. Dabei wird eine vermehrte Cypin-Expression durch den Wachstumsfaktor BDNF ausgelöst. In der Leber ist bei Schädigungen der GDA-Wert erhöht.
Die katalysierte Reaktion:
 + H2O   {\displaystyle \longrightarrow }    + NH3
Guanin wird desaminiert, Xanthin entsteht.